# Barst
Barst (fràncic lorenès Barscht) és un municipi francès situat al departament del Mosel·la i a la regió del Gran Est. L'any 2007 tenia 546 habitants.

## Demografia

### Població
El 2007 la població de fet de Barst era de 546 persones. Hi havia 202 famílies, de les quals 36 eren unipersonals (12 homes vivint sols i 24 dones vivint soles), 75 parelles sense fills, 87 parelles amb fills i 4 famílies monoparentals amb fills.
La població ha evolucionat segons el següent gràfic:
Habitants censats

### Habitatges
El 2007 hi havia 211 habitatges, 206 eren l'habitatge principal de la família i 5 estaven desocupats. 193 eren cases i 18 eren apartaments. Dels 206 habitatges principals, 185 estaven ocupats pels seus propietaris, 19 estaven llogats i ocupats pels llogaters i 2 estaven cedits a títol gratuït; 3 tenien dues cambres, 16 en tenien tres, 39 en tenien quatre i 148 en tenien cinc o més. 189 habitatges disposaven pel capbaix d'una plaça de pàrquing. A 73 habitatges hi havia un automòbil i a 123 n'hi havia dos o més.

### Piràmide de població
La piràmide de població per edats i sexe el 2009 era:
| Homes | Edats   | Dones |
| ----- | ------- | ----- |
| 0     | 95 o +  | 0     |
| 0     | 90 a 94 | 0     |
| 0     | 85 a 89 | 4     |
| 4     | 80 a 84 | 8     |
| 4     | 75 a 79 | 4     |
| 4     | 70 a 74 | 16    |
| 4     | 65 a 69 | 0     |
| 16    | 60 a 64 | 8     |
| 4     | 55 a 59 | 20    |
| 40    | 50 a 54 | 28    |
| 24    | 45 a 49 | 28    |
| 16    | 40 a 44 | 28    |
| 24    | 35 a 39 | 12    |
| 12    | 30 a 34 | 12    |
| 12    | 25 a 29 | 4     |
| 8     | 20 a 24 | 12    |
| 40    | 15 a 19 | 20    |
| 16    | 10 a 14 | 16    |
| 4     | 5 a 9   | 4     |
| 12    | 0 a 4   | 4     |

## Economia
El 2007 la població en edat de treballar era de 386 persones, 263 eren actives i 123 eren inactives. De les 263 persones actives 248 estaven ocupades (136 homes i 112 dones) i 15 estaven aturades (5 homes i 10 dones). De les 123 persones inactives 52 estaven jubilades, 30 estaven estudiant i 41 estaven classificades com a «altres inactius».

### Ingressos
El 2009 a Barst hi havia 208 unitats fiscals que integraven 545 persones, la mediana anual d'ingressos fiscals per persona era de 20.802 €.

### Activitats econòmiques
Dels 17 establiments que hi havia el 2007, 4 eren d'empreses de fabricació d'altres productes industrials, 3 d'empreses de construcció, 2 d'empreses de comerç i reparació d'automòbils, 1 d'una empresa d'hostatgeria i restauració, 2 d'empreses immobiliàries, 2 d'empreses de serveis i 3 d'entitats de l'administració pública.
Dels 5 establiments de servei als particulars que hi havia el 2009, 1 era una fusteria, 1 lampisteria, 1 electricista, 1 restaurant i 1 saló de bellesa.
L'any 2000 a Barst hi havia 8 explotacions agrícoles.

## Equipaments sanitaris i escolars
El 2009 hi havia 1 escola maternal integrada dins d'un grup escolar amb les comunes properes formant una escola dispersa i 1 escola elemental integrada dins d'un grup escolar amb les comunes properes formant una escola dispersa.

## Poblacions més properes
El següent diagrama mostra les poblacions més properes.